# Ingrid Ernsell
Ingrid Maria Ernsell, född 8 april 1915 i Göteborg, död 12 september 2013 i Bromma, var en svensk konstnär.
Ernsell studerade konst vid Stockholms konstskola och under studieresor till Frankrike, Italien, Grekland och Lofoten. Separat ställde hon ut i Stockholm och Linköping. Hennes konst består av stilleben, landskap och porträtt i olja eller akvarell. Ernsell är representerad i Sundbybergs kommuns konstsamling och i ett flertal landsting. Hon är begravd på Skogskyrkogården i Stockholm.